# Љубавна соба
Љубавна соба је предстојећи српски филм из 2025. године, по сценарију и режији Младена Ђорђевића

## Радња
Радња филма је смештена у један српски затвор, у љубавне собе, у којима је затвореницима дозвољено да имају интимне односе са брачним и ванбрачним партнерима, који им долазе у посету...

## Улоге
| Глумац             | Улога |
| ------------------ | ----- |
| Сања Марковић      |       |
| Вахид Џанковић     |       |
| Сања Петровић      |       |
| Јово Максић        |       |
| Дино Бајровић      |       |
| Амар Ћоровић       |       |
| Катарина Вељовић   |       |
| Милош Тимотијевић  |       |
| Милутин Дапчевић   |       |
| Анђела Стаменковић |       |
| Милутин Караџић    |       |
| Горан Богдан       |       |